# Leave the Story Untold
Leave the Story Untold – debiutancki album studyjny belgijskiej grupy Soulwax, wydany w Belgii w 1996 r. przez wytwórnię Play It Again Sam.

## Lista utworów
| Nr  | Tytuł utworu                                        | Długość |
| --- | --------------------------------------------------- | ------- |
| 1.  | „Intro”                                             | 0:36    |
| 2.  | „Reruns (Daisy Duke)”                               | 3:10    |
| 3.  | „Caramel”                                           | 4:20    |
| 4.  | „Kill Your Darlings”                                | 3:18    |
| 5.  | „Great Continental Suicide Note”                    | 4:40    |
| 6.  | „Soul Simplicity”                                   | 4:34    |
| 7.  | „Rooster”                                           | 6:51    |
| 8.  | „Tales of a Dead Scene”                             | 3:48    |
| 9.  | „Hammer & Tongues”                                  | 3:27    |
| 10. | „Spending the Afternoon in a Slowly Revolvin' Door” | 1:17    |
| 11. | „The About It Song”                                 | 5:11    |
| 12. | „Long Distance Zoom”                                | 3:08    |
| 13. | „Vista Grande”                                      | 2:14    |
| 14. | „Acapulco Gold”                                     | 5:55    |
|     |                                                     | 52:29   |

## Wydania

### Wydania CD
- Belgia, 1996, Play It Again Sam[1]
- Australia, 1996, Cortex[3]

Uwagi:
- Oba wydania zawierają te same utwory muzyczne.
- Przed utworem #1 nagrano tzw. pre-gap – obszar przejściowy płyty kompaktowej o długości 0:23, który wykorzystano na nagranie ukrytej ścieżki #0 z głosem mężczyzny[1].
- Ostatni z utworów zawiera niewymienione na okładce  #14b – powielenie ścieżki utworu "Intro" (0:36), które słychać po kilkuminutowej chwili ciszy; długość całej ścieżki #14 wynosi 13:32[1].
- Po uwzględnieniu dwóch powyższych uwag długość wydań kompaktowych zwiększa się do 60:29.

### Wydania LP
- Belgia, 1996, Play It Again Sam[4]

Uwagi:
- Płyta przezroczysta w okładce typu gatefold[4].
- Utwory #1 – #7 na stronie A, utwory #8 – #14 na stronie B[4].